# صراط
يؤمن المسلمون بأن الصراط هو جسر أو طريق وضعه الله فوق نار جهنم وكل إنسان حتما سوف يمر عليه يوم الحساب.
ولكن كل إنسان يمر حسب إيمانه وأعماله منهم من يمشي هرولة كخطف البصر لا يشعر به ومنهم من يحبو حبوا ومنهم من يتلكع حتى يكاد ان يهوي بالنار وهو أرفع من الشعرة وأحد من السيف وأحر من الجمر
وهي التي تحدد مصير الإنسان أذا كان مؤمن سيمر عليها كلمح البصر أما الكافر فسيهوي في نار جهنم.